# 魁北克彈戲
魁北克彈戲(Pichenotte)，是主要流行在加拿大魁北克地區法裔加拿大人的彈局遊戲。加拿大安大略省的塔维斯托克和美國新墨西哥州的圣达菲和阿尔伯克基有魁北克彈戲賽事舉辦。

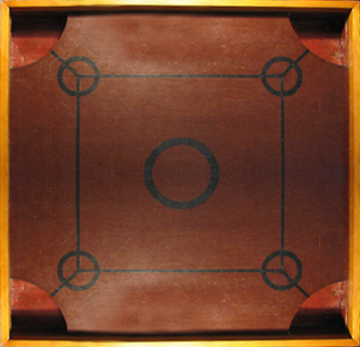
魁北克彈戲